# ワンデルソン・デ・ジェズス・マルチンス
カジュー（Caju）ことワンデルソン・デ・ジェズス・マルチンス（Wanderson de Jesus Martins、1995年7月17日 - ）は、ブラジル・バイーア州出身のサッカー選手。アリス・リマソールFC所属。U-20ブラジル代表。ポジションはディフェンダー（DF）。